# Tapping
 (août 2023).
Si vous disposez d'ouvrages ou d'articles de référence ou si vous connaissez des sites web de qualité traitant du thème abordé ici, merci de compléter l'article en donnant les références utiles à sa vérifiabilité et en les liant à la section « Notes et références ».

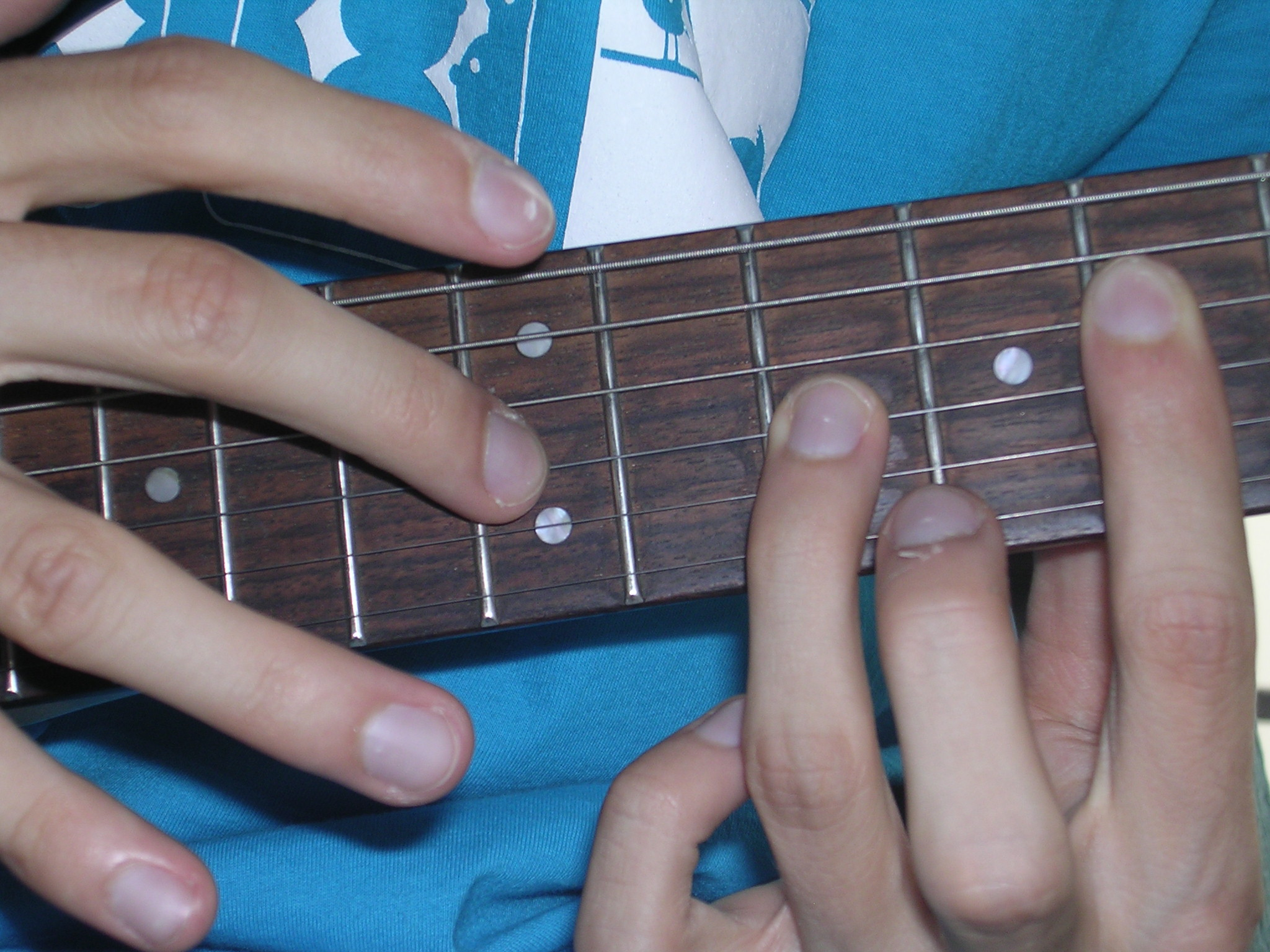
Figure 1 — Tapping à une main
Le majeur de la main droite frappe le manche et tire légèrement la corde pour faire sonner deux notes à la suite (celle de la case frappée puis celle de la case où l'annulaire de la main gauche est posé). Seule la main droite joue en tapping, d'où le nom.

Le tapping (« tapotement », de l'anglais to tap, « tapoter ») est une technique guitaristique également utilisée à la basse et sur d'autres instruments à cordes pincées (Cristian Huet la pratique sur des dulcimers), consistant à taper une corde plutôt qu'à la gratter ou à la pincer. Elle fait partie des techniques de jeu étendues et il en existe deux principales variantes : le tapping simple, dit « à une main », et celui réalisé à deux mains. Dans le cas de la guitare, la technique de base consiste à se servir de la main tenant habituellement le plectre (qualifiée de « main droite » par convention) pour frapper — légèrement — avec ses doigts les cases du manche disposées sur la touche de l'instrument. La tranche du médiator est parfois utilisée. À la basse, ce sont aussi les doigts de la main droite qui tapent les cordes avec ceci de particulier que le slap est souvent utilisé conjointement afin de produire des sons percussifs.
Le tapping le plus courant fait usage des deux mains mais même celui dit « à une main » requiert toujours l'utilisation des deux mains. La différence entre les deux variantes réside dans le fait que, dans le cas du tapping « à une main », seule la main droite — normalement inactive sur le manche — vient taper les cordes sur la touche selon la technique du tapping. La main gauche conserve sa fonction habituelle. Dans le cas du tapping à deux mains, les deux mains réalisent des phrasés en tapant les cordes. Par ailleurs, il ne faut pas confondre le tapping à une main, qui concerne la main droite, avec le legato, une technique apparentée qui mobilise uniquement la main gauche, toujours sur des variations des techniques de base que sont le hammer-on et le pull-off.
La notation standard du tapping sur les tablatures est T ou t, ou parfois un cercle « ○ » autour des notes.
Il existe des instruments spécifiquement dédié au tapping : le Stick Chapman, la War guitar etc., instruments se jouant en Tapping polyphonique ; les mains jouant indépendamment comme sur un piano, la main gauche s'occupant généralement du bloc basse (5 ou 6 cordes), la main droite le bloc mélodique (5 ou 6 cordes).

## En pratique
Sur une guitare électrique, cette technique exige de bons microphones et un bon ampli pour produire un son vif et cristallin. Elle n'est d'ailleurs guère facile à maîtriser : si elle permet d'obtenir un son à la fois extrêmement rapide et fluide, le guitariste ne doit pas se contenter de « tapoter » sur les cases — il doit en fait tirer légèrement la corde vers le bas pour faire sonner distinctement la note désirée. Un jeu rapide en tapping est donc tributaire d'un excellent « touché » et d'une synchronisation parfaite entre les deux mains. Les meilleurs instrumentistes utilisent leurs deux mains pour faire du tapping à huit doigts, nommés Touch Guitar ; le tapping à une main est également très courant.
En jazz, par exemple, les bassistes Michael Manring, Marcus Miller ou encore et surtout Victor Wooten se sont illustrés par leur utilisation de cette technique. Mais le tapping est aujourd'hui surtout présent dans les solos de guitare du heavy metal. Les plus grands solistes de ce genre musical sont bien souvent d'excellents joueurs de Touch Guitar. Outre son aspect spectaculaire, le tapping est en effet une des techniques les plus efficaces pour exécuter des phrases complexes à très haute vitesse. Il a donné naissance à au moins une technique alternative, l'harmonique tapée.

## Éléments historiques

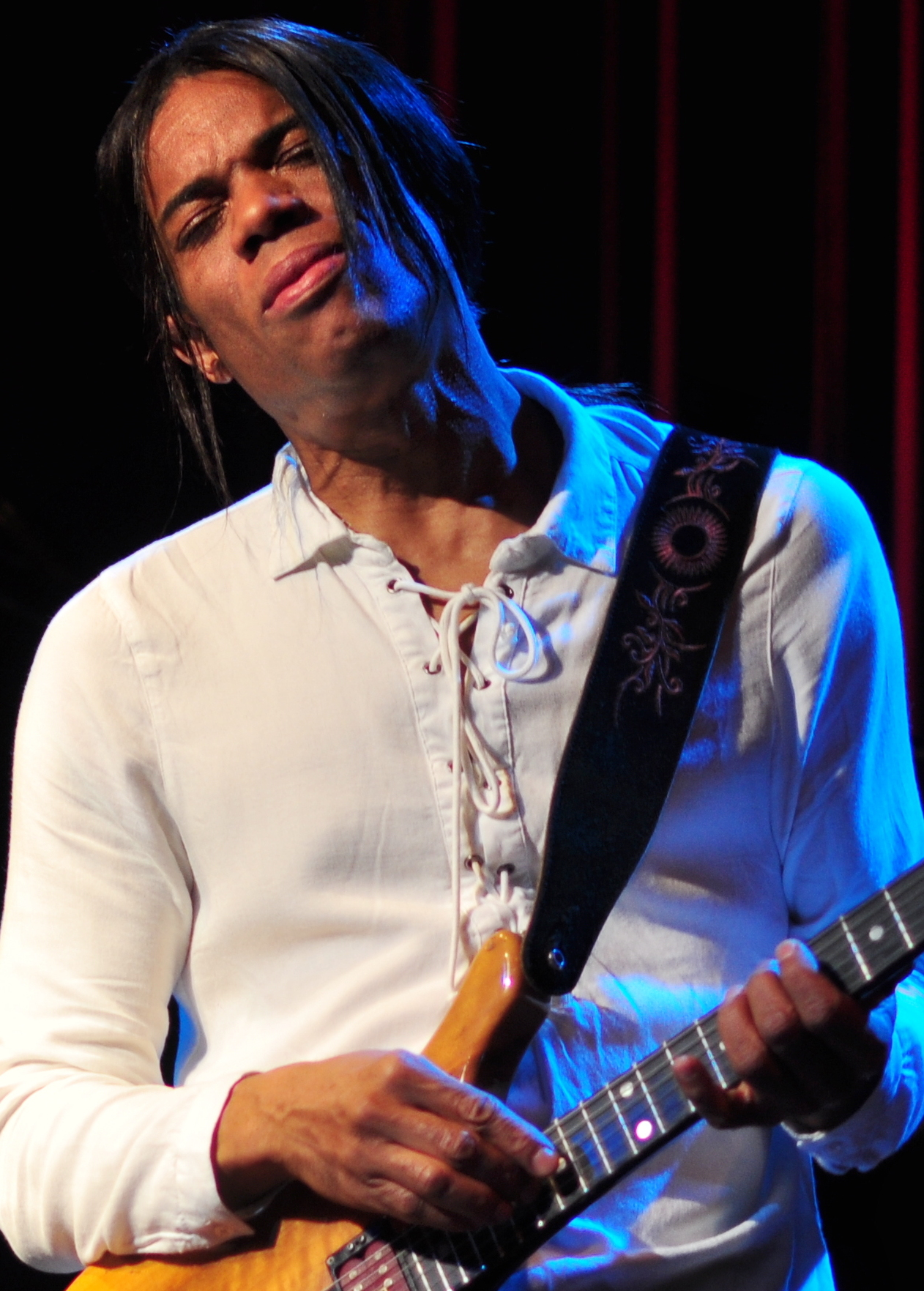
Le guitariste Stanley Jordan connu pour avoir développé la technique du tapping, il performe ici au Jazz Alley Stadium à Seattle

La technique du tapping a été popularisée par le guitariste Eddie Van Halen avec le morceau Eruption. Steve Hackett, le guitariste du groupe rock progressif Genesis est l'un des premiers à utiliser cette technique au début des années 1970, notamment dans plusieurs chansons de Genesis comme The Musical Box ou Dancing with the Moonlit Knight. Par ailleurs, si de nombreux solistes des années 1980 et 1990 ont fait du tapping un mode d'expression à part entière typique de la guitare, cette approche existait depuis longtemps. Une autre technique similaire, le selpe, est pratiquée dans la musique folk turque sur l'instrument nommé bağlama. En termes d'instrument à cordes frappées, le clavicorde, un ancêtre acoustique du piano, est un exemple parmi d'autres d'utilisation d'un mécanisme de marteau agissant comme le doigt dans le tapping.
Pour le tapping manuel proprement dit, l'histoire commence dans les années 1950. D'après Dave Bunker, qui fabriqua avec son père le premier instrument spécifiquement prévu pour le tapping à deux mains, la « Duo-Lectar » de 1956, les pionniers du tapping seraient Merle Travis et Jimmie Webster. Ce dernier a fait des enregistrements où l'on peut entendre des passages de tapping à deux mains et a écrit en 1952 un manuel pédagogique connu sous deux noms : Touch Method for Electric and Amplified Spanish Guitar ou The Illustrated Touch Method. Son professeur Harry deArmond, concepteur de capteurs pour guitare, avait déjà développé une technique à deux mains dans le but de montrer la grande sensibilité de ses micros. Cependant, l'approche de Webster n'eut pas beaucoup de succès.
Les techniques de cordes frappées sur guitare se développent finalement dans les années 1970. En août 1969, le guitariste de jazz Emmett Chapman découvre une nouvelle façon de faire du tapping en tenant ses deux mains perpendiculaires au manche et en sens opposé, la position classique aujourd'hui. Il prend l'initiative de redresser presque verticalement le manche, une position qui s'est par contre perdue. Cette approche lui permet de développer des phrasés en contrepoint et le mena à construire une guitare modifiée à neuf cordes — six aigües et trois graves — spécifiquement prévue pour cet usage : l'Electric Stick, modifié en Chapman Stick. En 1974, il fonde Stick Enterprises et commence à vendre ses instruments à d'autres musiciens. La production totale atteignait un peu plus de 5 000 unités en 2006.
Randy Resnick est connu pour son utilisation des différentes variantes du tapping, notamment en concert et sur les enregistrements entre 1969 et 1974, comme l'atteste Lee Ritenour dans un numéro de Guitar Player de 1970. Sur l'album Latest Edition du groupe John Mayall & the Bluesbreakers, il essaye de reproduire en tapping le legato de John Coltrane sur Sheets of Sound. Le guitariste psychédélique Harvey Mandel est également à l'origine de plusieurs phrasés précoces en tapping. Ace Frehley utilise pour sa part le médiator sur le solo final de Shock Me lors d'un concert de 1977. Le guitariste Angus Young (AC/DC) n'utilise par contre que rarement le tapping contrairement à certaines idées reçues mais on peut en entendre notamment sur les chansons Dirty Deeds Done Dirt Cheap et Who Made Who.
Les grands noms du tapping interviennent plus tard avec en figure de proue le guitariste Eddie Van Halen. Il adapte cette technique repérée dans le solo de Heartbreaker joué par Jimmy Page lors d'un concert de Led Zeppelin à Los Angeles en 1972. Avec Eruption, Van Halen fait du tapping une des techniques principales de son discours musical, ouvrant la voie à toute une série de morceaux heavy metal des années 1980. Au sein de ce courant musical, c'est alors surtout l'approche à une main qui se développe, l'accent étant mis sur le jeu à l'octave et la pentatonique pour réaliser des solos très rapides. Aux côtés de Van Halen, l'autre guitariste ayant contribué à l'explosion du tapping dans le rock est Stanley Jordan. Il adopte notamment le TrebleBasse de Sergio Santucci, un instrument regroupant comme le premier Stick de Chapman des cordes de basse et de guitare sur un même manche.
De nombreux guitaristes de rock et de heavy metal s'emparent du tapping, si bien qu'il est impossible de tous les citer, cependant l'Américaine Jennifer Batten mérite une mention puisqu'elle est l'une des rares femmes à pratiquer cette technique. Le tapping est également introduit dans le style new age par le guitariste Michael Hedges et le bassiste Michael Manring. Leurs performances acoustiques sont notables puisque le tapping s'est développé sur des instruments amplifiés. Des musiciens tels que Pierre Bensusan ou Preston Reed en ont inspiré d'autres : Kaki King, Justin King, John Pointer, Erik Mongrain, …
Avec le sweeping, le legato et d'autres techniques de jeu étendues, le tapping est devenu un classique du jeu guitaristique. Cependant, c'est une des seules techniques ayant conduit à la création d'instruments dédiés à sa pratique.

## Tappingà une main
Le tapping à une main s'effectue en réalité à l'aide des deux mains mais seule la main « droite » (normalement non active sur le manche) réalise des phrasés en tapping. La main « gauche » continue à construire des schémas classiques, tels que des positions d'accords, et les doigts de l'autre main viennent conclure des intervalles en généralisant la technique du hammer-on. Sans cette utilisation conjointe des deux mains sur le manche, l'obtention rapide et fluide de grands intervalles est très difficile. La main gauche seule peut être utilisée pour jouer en pseudo-tapping mais on parlera alors de legato et pour reproduire de très grands intervalles, des sauts de cordes sont nécessaires. La technique du tapping à une main permet l'exécution de phrasés très rapides en évitant les difficiles sauts de cordes et l'attaque du médiator.
La technique de base du tapping à une main consiste à jouer un triolet de notes selon la séquence suivante :
tapping → pull-off → pull-off
Comme illustré par la figure 1, les doigts de la main gauche sont préalablement positionnés sur le manche, deux d'entre eux appuyant sur deux cases d'une même corde (par exemple à un ton d'intervalle, c'est-à-dire distant de deux cases sur le manche). La première phase, le tapping proprement dit, consiste à utiliser un doigt de la main droite pour frapper brièvement la corde. Cette action produit le son correspondant à la case frappée. En retirant vivement le doigt selon la technique du pull-off, un deuxième son plus grave est produit correspondant à la case où un des doigts de la main gauche est posé. Ce doigt peut à son tour réaliser un pull-off et produire le son, plus grave d'un ton que le précédent, correspondant à la case où est posée le deuxième doigt de la main gauche. Le motif peut tourner en boucle à très grande vitesse, notamment si un hammer-on réalisé par le doigt de la main gauche qui vient de faire un pull-off est rajouté au schéma de base.
Sur une tablature, une telle séquence jouée sur la chanterelle pourrait être notée :
```
tapping
 → 
pull-off
 → 
pull-off

   
A
  
E
  
C#

E|-t17p12p9-|
B|----------|
G|----------|
D|----------|
A|----------|
E|----------|
```

? Écouter ce plan [Fiche]
Une autre séquence de base possible, illustrée par le populaire morceau Eruption d'Eddie Van Halen :
```
tapping
 → 
pull-off
 → 
hammer-on

   
G
 
C
 
D#

e|--------|
B|-t8p1h4-|
G|--------|
D|--------|
A|--------|
E|--------|
```

? Un exemple proche [Fiche]
Les variations de rythmes, de séquences et d'intervalles confèrent à la technique du tapping une grande versatilité musicale. Des genres aussi variés que le jazz, le heavy metal, le metal néo-classique, la pop, le blues, le funk, etc en font des usages différents. Parmi les motifs classiques, citons :
En doubles croches sur une mesure 4/4
(type mineur) :
```
Tapping
 → 
pull-off

→ 
hammer-on
 → 
hammer-on

    
G
  
B
 
C#
 
D

e|------------|
B|-t15p7h9h10-|
G|------------|
D|------------|
A|------------|
E|------------|

Tapping
 → 
pull-off

→ 
pull-off
 → 
hammer-on

    
C#
 
G#
 
D#
 
G#

e|-------------|
B|-------------|
G|-t18p13p8h13-|
D|-------------|
A|-------------|
E|-------------|
```

En quintolet
(type blues) :
```
Tapping
 → 
pull-off

→ 
hammer-on
 → 
hammer-on
 → 
hammer-on

    
A#
 
D#
 
F
  
F#
 
G#

e|-t18p11h13h14h16-|
B|-----------------|
G|-----------------|
D|-----------------|
A|-----------------|
E|-----------------|

Tapping
 → 
pull-off

→ 
pull-off
 → 
pull-off
 → 
pull-off

    
C
  
A
  
G#
 
G
  
F

e|-t20p17p16p15p13-|
B|-----------------|
G|-----------------|
D|-----------------|
A|-----------------|
E|-----------------|
```

## Tappingà deux mains

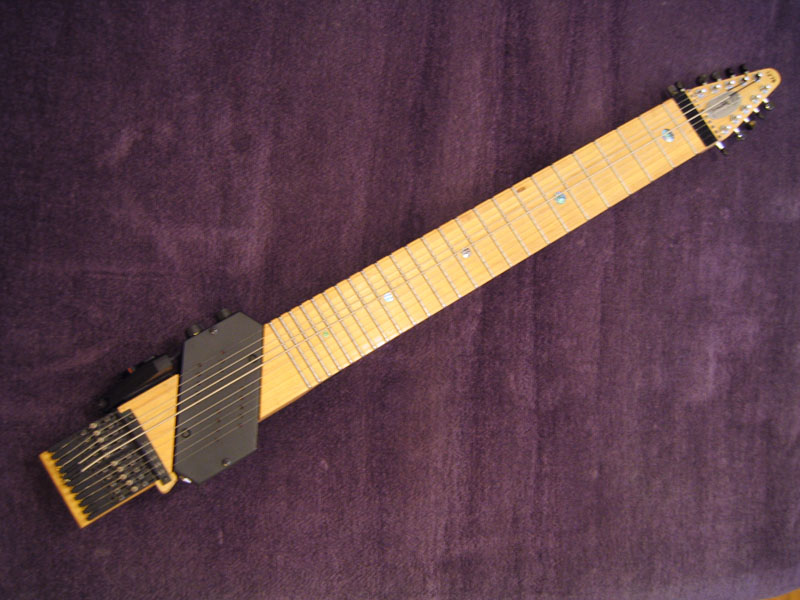
Figure 2 — Un Chapman Stick à dix cordes
Le Stick fait partie des quelques instruments imaginés spécifiquement pour le jeu Touch-Style.

Le tapping à deux mains ou touch-style peut être utilisé pour jouer de la musique polyphonique et monophonique complexe sur une guitare, en utilisant huit doigts indépendants (et même neuf avec le pouce de la main droite). Par exemple, la main droite jouera la mélodie pendant que la main gauche s'occupera de l'accompagnement ou de la ligne de basse. Il devient possible d'exécuter de la musique initialement écrite pour un clavier, comme la Partition à deux parties de Bach. Cette approche nouvelle donne de la flexibilité à l'instrument et permet d'aborder de nouveaux genres musicaux. Son principal inconvénient est qu'elle peut changer sensiblement le timbre des sons selon la précision et le touché de l'instrumentiste : il est commun d'utiliser un amplificateur et des effets pour avoir des notes de volume égal.
Le touch-style a rapidement gagné en popularité depuis sa création dans les années 1950. Selon l'orientation de la main droite du guitariste, la méthode peut produire des effets plus ou moins nets. Les premiers à expérimenter, comme Harry DeArmond, son élève Jimmie Webster et le luthier Dave Bunker, tenaient leur main droite dans la position conventionnelle, c'est-à-dire avec les doigts parallèles aux cordes. Cette position limite les possibilités de la main droite et donc l'étendue de styles abordables. Emmett Chapman fut le premier à taper la guitare avec les doigts de sa main droite parallèles aux cordes, en redressant verticalement son instrument. Cela lui permit de développer des possibilités de contrepoint inattendues, avec l'invention du Chapman Stick.
Beaucoup de dénominations sont utilisées pour nommer les instruments utilisant le tapping à deux mains : stick, touch guitar, tap-guitar. Le terme tap-guitar et son équivalent français tape-guitare ont été utilisés pour la première fois lors des premiers séminaires de tape-guitare organisés en Europe par Daniel Schell au début des années 1990. Ces séminaires s'appelaient à la base « European Stick Seminar » et se sont ensuite appelés « European Tap Seminar » afin de donner un nom commun à tous les instruments utilisant la technique de tapping à deux mains.
Stanley Jordan a popularisé cette position des mains sur guitare électrique à six cordes en utilisant un quatrième accordage différent de celui adopté sur le Chapman Stick. Il a baptisé cette approche Touch Guitar mais il s'agit en fait essentiellement de la technique de Chapman, redéveloppée indépendamment et plus tard par Jordan. Le touch guitar à huit doigts dans sa forme aboutie est aujourd'hui pratiqué par de nombreux virtuoses de la guitare électrique, aussi bien dans des styles mélodiques que dans le heavy metal.
Plus récemment, le guitariste Erik Mongrain modernise le lap-tapping à deux mains où la guitare est couchée sur les genoux de l'interprète (position d'une weissenborn, de lap, « genoux » en anglais). Dans cette configuration, il est possible d'accorder plus facilement des harmoniques aux tonalités pleines en réalisant des tapés horizontaux très rapides.
La France possède ses guitaristes adeptes du tapping, et certains en ont fait leur spécialité comme Fabien Courtois qui a développé la polyphonie à 9 doigts dans un contexte classique et jazz, suivi de Daniel Peroine qui a développé le côté monophonique à 8 doigts, ex-élève du guitariste américain T. J. Helmerich et également professeur de tapping à la Music Academy International de Nancy, et plus récemment Thomas Bressel, pédagogue qui a édité une vidéo pédagogique sur le sujet.

## Morceaux detappingcélèbres
Cette liste non exhaustive donne quelques exemples de morceaux ayant fait date dans l'approche tapping.
- À la guitare :
  - Eruption — Eddie Van Halen, sur l'album Van Halen de Van Halen (1978)
  - Quid Pro Quo - T.J. Helmerich en duo avec Brett Garsed
  - Aerial Boundaries — Michael Hedges, sur l'album Aerial Boundaries (1985)
  - Midnight — Joe Satriani, sur l'album Surfing with the Alien, en solo (1987)
  - One — Kirk Hammett, sur l'album ...And Justice for All de Metallica (1988)
  - Thunderstruck — Angus Young, sur l'album The Razors Edge d'AC/DC (1990)
  - AirTap! — Erik Mongrain, sur l'album Fates (2006)
  - Drifting — Andy McKee, sur l'album Art of Motion (2005)
  - Oroborus — Joe Duplantier, sur l'album The Way Of All Flesh de Gojira (2008)
  - CAFO — Tosin Abasi, sur l'album Animals As Leaders (2009)
  - (it) Moto Perpetuo Paganini
  - Ocean — John Butler Trio
  - Country Friends — Vitaly Makukin, sur l'album Tap Tap
- À la basse :
  - (Anesthesia) Pulling Teeth — Cliff Burton, sur l'album Kill 'Em All de Metallica (1983)
  - Metropolis Part.1 - The Miracle and The Sleeper — John Myung, sur l'album Images And Words de Dream Theater (1992)

## Musiciens
Cette liste non exhaustive regroupe essentiellement des guitaristes ayant fait du tapping un usage récurrent voire leur spécialité.
| Précurseurs - Vittorio Camardese - Jimmy Page - Emmett Chapman - Dave Bunker - Steve Hackett - Preston Reed - Jimmy Schuster - Merle Travis - Jimmie Webster - Roy Smeck Rock - Jennifer Batten - Buckethead - Ace Frehley - Zack Kim - Dave Knudson - Bruce Kulick - Randy Rhoads - Ian Williams - Joe Satriani - Steve Vai - Eddie Van Halen | Metal - Kirk Hammett - Michael Angelo Batio - Thomas Bressel - Jeff Hanneman - Kerry King - John Petrucci - Joe Duplantier - Michael Romeo - Zakk Wylde - Alexi Laiho - Dimebag Darrell - Akira Takasaki - Herman Li - Synyster Gates - Andreas Kisser - Dave Mustaine - Marty Friedman Autres styles - Trace Bundy - Adam Fulara - Trey Gunn - Andy Mckee - Michael Hedges - Allan Holdsworth - Greg Howe - Stanley Jordan - Justin King - Kaki King - Biréli Lagrène - Erik Mongrain - Don Ross - Spencer Seim - I Wayan Balawan - Vitaly Makukin www.vitalymakukin.com - Guthrie Govan - Daniele Gottardo - Sophie Lloyd - Sylvestre Planchais « Dactyl Jazz » | Bassistes - Les Claypool - Stuart Hamm - Tony Levin - Michael Manring - Marcus Miller - John Myung - Billy Sheehan - Victor Wooten - Arif Mirabdolbaghi - Cliff Burton | Soul - Raul Midón |

On notera que le bassiste Patrice Guers pratique aussi le tapping sur ses morceaux de basse.